# Torsten Wilhelm Forstén
Denna artikel handlar om geografen Torsten Wilhelm Forstén. För officeren, se Torsten Forstén.

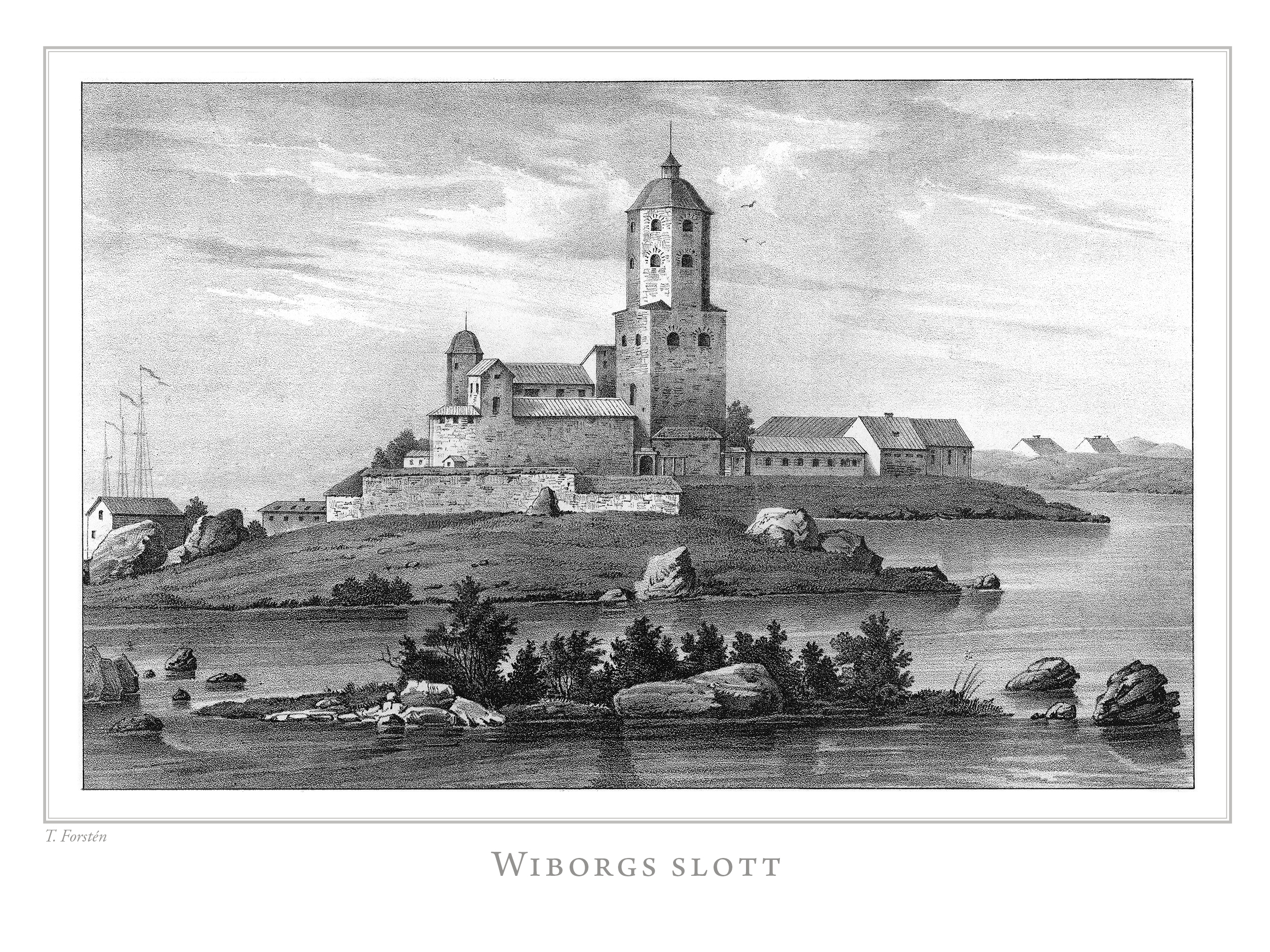
Viborgs slott, litografi av Torsten Forstén.

Torsten Wilhelm Forstén, född 9 augusti 1817 i Kuopio, död 2 september 1861 i Fredrikshamn, var en finländsk geograf och poet.
Torsten Wilhelm Forstén var ett av åtta barn till Carl Gabriel Forstén och Maria Charlotta Molander samt dotterson till biskopen Johan Molander. Han var tvillingbror till målaren och poeten Lennart Forstén. 
Han var geografilärare och assistent till rektorn på Finska kadettkåren i Fredrikshamn. Han skrev 13 dikter till samlingen Finska Kadetten 1846. Till samma diktsamling bidrog hans tvillingbroder Lennart Forstén med 13 dikter. Han medverkade med en illustration till Finland framstäldt i teckningar (1845–1852). Han skrev också fyra dikter till Emil von Qvanten i poetiska kalendern  Lärkan  (1844). 
Under den tid han tjänstgjorde i Balta och Sorok skrev han resereportage som trycktes i Helsingfors Tidningar 1843.
Torsten Wilhelm Forstén var gift med polskan Konstanz Antonia Malinovskaya. Paret hade sju barn, varibland historikern Georg August Forstén.